# 印度計劃與管理學院

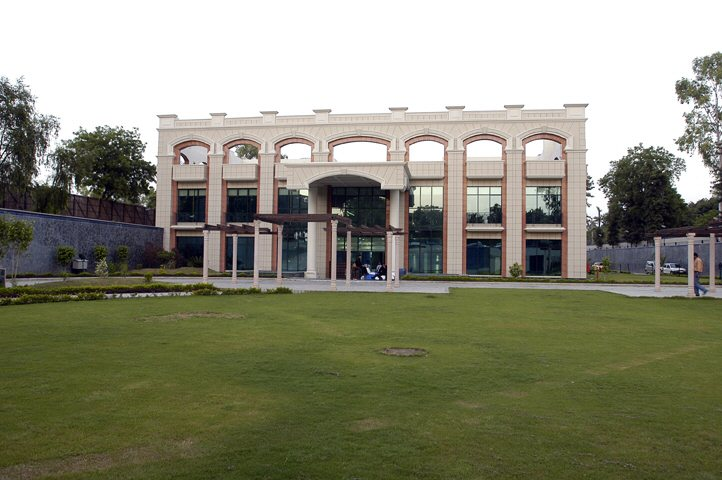
印度計劃與管理學院校園

印度計劃與管理學院（Indian Institute of Planning and Management，縮寫：IIPM）是一家未被印度教育系統認可的教育機構，校區位於新德里。該學院創立於1973年，提供商科相關的本科到博士學習項目。
該學院因過度宣傳而多次引發爭議，印度的法定大學評定機構大學撥款委員會多次公示IIPM並未獲得國家認可，其所提供的課程也完全無效。 IIPM回應稱它自己根本就不是大學，也不頒發學位。 2014年9月德里高等法院判定該校故意誤導學生，并禁止該校使用MBA、BBA等字眼來描述自己的項目。
2015年7月，IIPM宣布将关闭所有教育项目并关闭所有德里外的校区，宣称今后将通过第三方机构来提供教育服务。

## 爭議
早在得到國際關注之前，就有多家印度媒體和博客報道了此學院自我宣傳的事件，但該校均予以否認。2013年2月瓜廖爾的地區法院要求印度電信部封禁IIPM的78個網址。 《The Hindu》稱IIPM曾借用其名義散發虛假廣告， 2013年12月德里高等法院禁止該校於取得法庭許可之前，在任何電視、印刷或在線媒體上發佈廣告，并稱其以前的廣告誤導了大眾。

### 維基百科
據報道，IIPM曾在英語維基百科上僱傭編輯操控其條目內容，名為Wifione的英文維基百科管理員亦捲入其中，進而引發醜聞。後者被控操控IIPM條目，刪除其中對該校不利的信息。此用戶使用了最少60個傀儡以操控維基百科中關於此條目的輿論導向。2015年2月，Wifione因此事被維基百科上的仲裁委員會封禁。

## 外部連結
- 官方网站（英文）